# 弗兰克·哈里斯
弗兰克·哈里斯（1856年2月14日—1931年8月27日），原名詹姆斯·湯瑪士·哈里斯，爱尔兰裔美国作家、记者、编辑、出版家。其五卷本自传《我的生活与爱情》（My Life and Loves）因内容过于色情在欧美多年被禁。

## 生平
弗兰克·哈里斯生于爱尔兰戈尔韦一个军人家，初名詹姆士·托马斯·哈里斯（James Thomas Harris ）。父亲是海军军官，指挥一艘海岸巡逻艇。12岁被送往威尔士（Wales） 拉本语法学校（Ruabon Grammar School），成为一寄宿生。15岁得到剑桥大学奖学金，却以此作为旅费前往美国。 就读于堪萨斯大学（University of Kansas）法律系，取得律师资格。后又到欧洲进修。1890年，成为伦敦《新闻晚报》（Evening News）和《星期六评论》（Saturday Review）编辑。一战期间，返回美国，在纽约创办美国版《皮尔逊杂志》（Pearson's Magazine），由于部分亲德（国）观念，杂志多次被美国政府以制造骚乱为由扣留、没收。1921年4月，加入美国国籍。
1922年，在柏林出版《我的生活与爱情》（My Life and Loves）第一卷。
1923年，第二、三卷在巴黎出版，书中涉及王尔德、卡莱尔、爱默生、惠特曼、莫泊桑、左拉、罗丹、都德、巴顿以及马克思、俾斯麦等人，都在和他的交往中出现。哈里斯还结识了当时还籍籍无名的萧伯纳和H·G·韦尔斯，并把他们介绍给世人。由于哈里斯在书中大量揭示名流的丑闻和流言蜚语，被法国社会道德团体没收，并指责哈里斯败坏社会公德，向法庭提诉。有议员甚至以此书为借口，反对修改关税法。
1927年，第四卷出版。十年后，第五卷由巴黎的奥兰比亚报社出版。
《我的生活与爱情》是性的写实主义（naturalism）的自传文学的代表作之一。五卷本中，如果抽去描写性的部分，就只剩下三分之一。1956年以前，美国海关若查获此书，则会予以销毁。稍后，五卷本才逐渐解禁。
1942年，上海曾出售翻版两冊。2001年9月，国际文化出版公司节译第一卷出版《我的生活与爱》，陈静、落花等译，305页，售价18.00元。
萧伯纳评价此书为淫书之中唯一一部读后不令人作呕之作。
哈里斯其他著作包括：《炸弹》（The Bomb (1908)），他第一本小说。《王尔德之生平与自由》（Oscar Wilde, His Life and Confessions (1916)）、《萧伯纳传》、《莎士比亚其人》（THE MAN SHAKESPEARE AND HIS TRAGIC LIFE STORY）、《当代名人剪影》等。
1931年8月27日，哈里斯心脏病发作，死于法国尼斯。

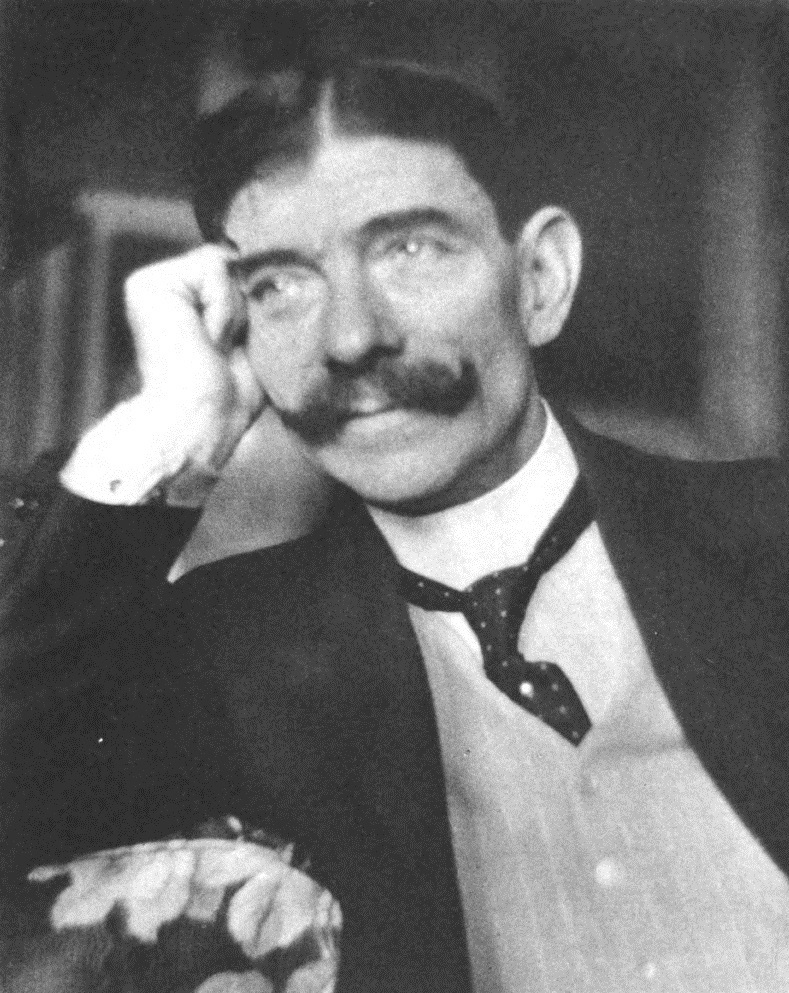
弗兰克·哈里斯.

李敖在《李敖快意恩仇录》中写到:“我相信司马光的自豪标准，因此我写出了任何中国人都不敢坦荡为之的一面，若有人大惊小怪，我倒建议不妨看看英国文学家哈里斯（Frank Harris）的自传--《我的生活与爱情》（My Life and Loves）。比起他那“西洋金瓶梅”式的记录，我写出的，不但只是大巫面前的小巫，并且简直不够看了。”

## 名言
- 我，的确是一伟大的作家，我唯一的困惑是找到伟大的读者。（I am, really, a great writer; my only difficulty is in finding great readers. ）
- 我信仰专一，我所坚持的，虽然现在为世人所讥笑、痛恨，将来却会被广泛接受。对于一个能想象的人来说，一千年短暂如一日。（I have no divided allegiance and what I preach today amid the scorn and hatred of men will be universally accepted tomorrow; for in my vision, too, a thousand years are as one day. ）
- 性是生命之门。（Sex is the gateway to life.）
- 生命中最大的教训可归结为两个词：给予和宽恕。（Give and forgive, I always say, is the supreme lesson of life. ）
- 反抗造就强者，一如风筝，迎风而上。（Strong men are made by opposition - like kites, they go up against the wind. ）